# Onthophagus ornatulus
Onthophagus ornatulus är en skalbaggsart som beskrevs av D'orbigny 1908. Onthophagus ornatulus ingår i släktet Onthophagus och familjen bladhorningar. Inga underarter finns listade i Catalogue of Life.